# Impôt des millions
 (août 2017).
Si vous disposez d'ouvrages ou d'articles de référence ou si vous connaissez des sites web de qualité traitant du thème abordé ici, merci de compléter l'article en donnant les références utiles à sa vérifiabilité et en les liant à la section « Notes et références ».
L’impôt des millions est un impôt indirect sur les aliments en Espagne aux XVIe et XVIIe siècles.

## Historique
Initialement imposé par Philippe II et approuvé par les Cortes de Castille, le 4 avril 1590, cet impôt était une mesure temporaire dans le but de remplacer l’Invincible Armada vaincue, en 1588, lors de l’attaque de l’Angleterre.
Voté  en 1590, par les Cortes de Castille comme subvention de 6 ans pour 8 millions de ducats, le Million était perçu, à l’origine, sur le vin, la viande, l’huile d’olive et le vinaigre.
En 1596, les Cortes renouvelèrent cette taxe également utilisée par les successeurs de Philippe II, Philippe III, Philippe IV et Charles II. Sous Philippe III, l’impôt qui rapportait 3 millions de ducats par an, tomba à 2 millions ducats annuels en raison de la perte de la population et de la récession à la fin de son règne.
En 1626, Philippe IV et ses Cortes doublèrent également la taxe à hauteur de 4 millions de ducats en l’appliquant au sel, au papier et à l’ancrage du navire en lieu et place des taxes proposées sur les bureaux, les subventions et les biens. Aux Cortes de 1632, la taxe rapporta 2,5 millions de ducats supplémentaires par an parce qu’il fut également appliqué au chocolat, au sucre, au poisson, au tabac et autres produits.
À partir de 1655, le renouvellement de la taxe fut pratiquement automatique, et à partir de 1668, au lieu de réunir le Parlement dans son ensemble, le roi se contenta de convoquer une Junta de asistentes (Conseil des participants) pour le renouveler.
Ce système complexe fut ensuite simplifié par l’ajout de cientos (centièmes) en supplément d’une autre taxe de vente, l’alcabala.
Cet impôt a contribué à appauvrir la population castillane au XVIIe siècle, parce qu’il a augmenté les prix des produits de base. Contrairement aux impôts directs, il touchait la noblesse comme les gens ordinaires, mais cet impôt sur les denrées alimentaires de base était extrêmement pénalisant.